# Héctor Alberto Figueroa
Héctor Alberto Figueroa (Tafí Viejo, Tucumán, 24 de septiembre de 1933 - 3 de diciembre de 2021) fue un futbolista argentino que se desempeñaba como delantero.

## Trayectoria

### Talleres de Tafí Viejo
Figueroa se inició futbolística en Talleres de su ciudad natal. Debutó en el club taficeño de muy joven en 1949.

### Atlético Tucumán
Figueroa se destacó rápidamente y en 1950 dio el salto, al llegar a Atlético Tucumán. En 1951 se coronó campeón del torneo anual de la Liga Tucumana, formando una delantera con grandes jugadores y con otro taficeño e ídolo decano Raúl Villalba.En 1957 se consagró campeón tucumano por segunda vez.

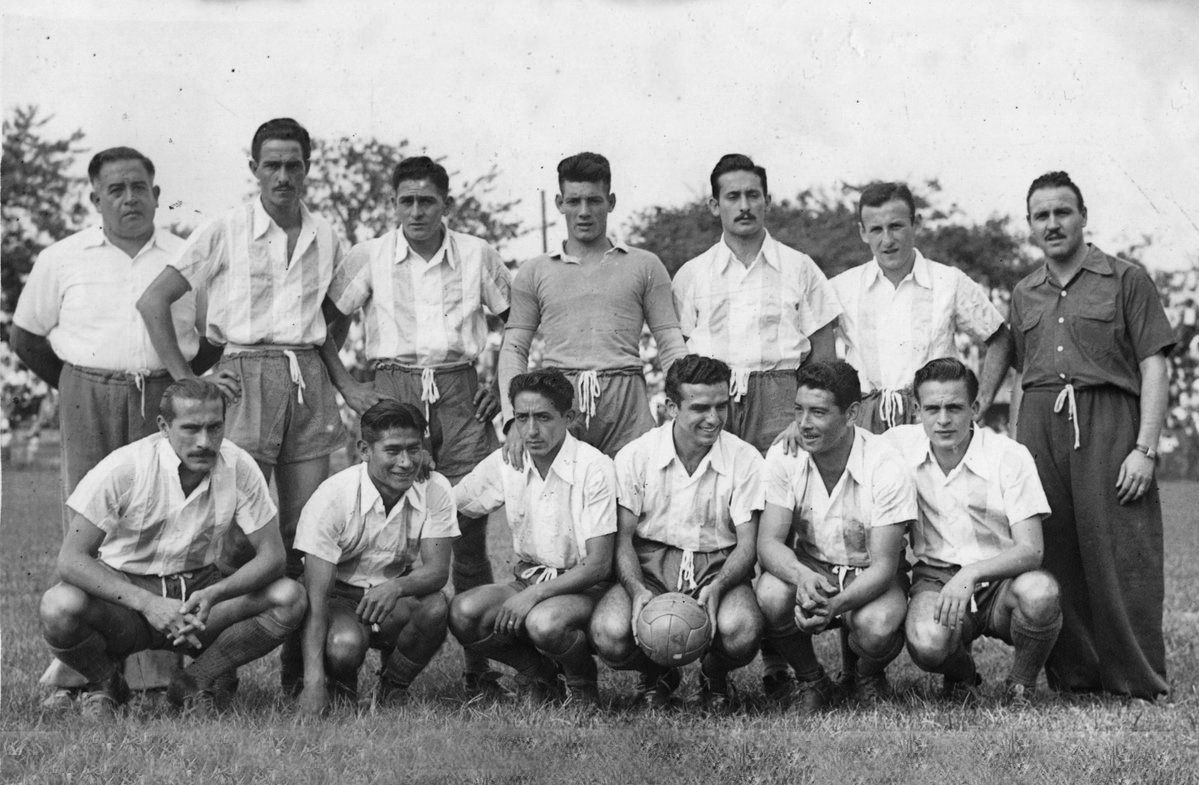
Formación de Atlético Tucumán en 1952.

### Quilmes
En 1958 es transferido al fútbol de Buenos Aires, para sumarse a Quilmes. En 1961 ganó la B Metropolitana y consiguió el ascenso a Primera División con el cervecero.

### Colón
En 1962 es transferido a Colón de la ciudad de Santa Fe. En el sabalero jugó una temporada.

### All Boys
En 1963 volvió a Buenos Aires, para sumarse a All Boys.

### Argentino de Quilmes
Volvió a la ciudad de Quilmes, en 1965 para jugar en Argentino de Quilmes. En el mate jugó sus últimos partidos, ya que se retiró ese mismo año.

## Clubes
| Club                   | País      |
| ---------------------- | --------- |
| Talleres de Tafí Viejo | Argentina |
| Atlético Tucumán       | Argentina |
| Quilmes                | Argentina |
| Colón                  | Argentina |
| All Boys               | Argentina |
| Argentino de Quilmes   | Argentina |

## Palmarés
| Título          | Equipo           | País      | Año  |
| --------------- | ---------------- | --------- | ---- |
| Liga Tucumana   | Atlético Tucumán | Argentina | 1951 |
| Liga Tucumana   | Atlético Tucumán | Argentina | 1957 |
| B Metropolitana | Quilmes          | Argentina | 1961 |